# 道の駅吉野路 大塔
道の駅吉野路 大塔（みちのえき よしのじ おおとう）は、奈良県五條市大塔町阪本にある国道168号の道の駅である。当駅は奈良県第1号の道の駅として登録された。

## 施設
- 駐車場
  - 普通車：15台[3]
  - 大型車：3台[3]
  - 身障者用：2台[3]
- トイレ
  - 男性：大・小10
  - 女性：7
  - 身障者用：1
- 大塔総合案内センター（9:00 - 17:15）[3]
- 大塔コスミックパーク「星のくに」（宿泊施設併設、当駅に隣接）[4][5]
  - 天文台（ここで行われる天文観測会はコロナ禍に伴い宿泊者のみ参加可能）[3][5]
  - プラネタリウム（休館中）[5]
  - ロッジ星のくに（宿泊施設） - ドーム付きバンガローには、天体望遠鏡を備えた観測施設が完備されている[5]。

### 管理団体
- 設置者：五條市
- 指定管理者：五條市地域商社株式会社[6]

## 休館日
- 毎週水曜日
- 年末年始

## アクセス
- 国道168号 - 登録路線

自動車
- E24 京奈和自動車道 五條ICより約30分。

公共交通機関（鉄道・路線バス）
- 西日本旅客鉄道（JR西日本）和歌山線 五条駅より奈良交通「八木新宮線」（新宮駅行き）で「星のくに」バス停下車。

## 周辺
- 天辻峠
- 大塔郷土館
- ふるさとの森公園
- 天ノ川
- 谷瀬の吊り橋
- 大塔温泉夢乃湯
- 赤谷オートキャンプ場